# Zhao Lingrang
Zhao Lingrang ou Chao Ling-Jang ou Tchao Ling-jang (趙令穰), surnom : Danian (大年). XIe et XIIe siècles. Actif vers 1070-1100. Peintre chinois.

## Biographie
Membre de la famille impériale Song, haut fonctionnaire et peintre de paysages, Zhao Lingrang est particulièrement connu pour ses effets brumeux sur des étendues d'eau : le musée de Boston conserve un éventail qui lui est anciennement attribué, Pavillon sous les saules. Dans la section consacrée par le Huaji aux peintres de grande naissance, le prince Yun figure en premier. La seconde notice présente Zhao Lingrang, prince de sang, qui possède un certain renom dans la peinture de paysage. Descendant à la cinquième  génération du fondateur de la dynastie, Lingrang (nom personnel Danian] grandit à la Cour dans le luxe et le raffinement. Il s'est néanmoins attaché à l'étude des Classiques et des Histoires. Il se distingue au pinceau et à l'encre, et prend grand plaisir à travailler avec les couleurs.

### Éducation, style et  raffinement
Ses peintures ouvrent sur des berges et des étangs qui s'étendent vers les lointains, ou présentent des bocages ombreux où des canards et des oies s 'ébattent dans une atmosphère brumeuse. Elles respirent le repos, ce que les connaisseurs apprécient. D'après le Huaji, ses scènes de neige ressemblent à celles qui sont communément attribuées à Wang Wei, et ses oiseaux d'eau sur des flots appellent à goûter les joies de la vie retirée. Ses bocages de bambous sont peints à la manière de Su Shi. Son style est cependant empreint d'une douceur efféminée qu'explique l'extrême raffinement de son éducation.
Plus d'audace et de force feraient de lui l'égal de Li Zhaodao (actif vert 670-730). Huang Tingjian exprime le même sentiment. Il regrette chez le prince, un raffinement excessif, une certaine immaturité due à une vie trop comblée. « S'il pouvait se libérer de la musique, des femmes, des fourrures et des chevaux, s'il pouvait porter une centaine de livres sur sa poitrine, il ne serait pas inférieur à Wen Yuke ». Victime d'une existence trop choyée, les princes du sang  le sont aussi de certains interdits. Des prescriptions rigoureuses les font prisonniers de la capitale et de ses environs immédiats.

### Prince  sédentaire
Zhao n'a jamais pu voir de ses yeux les belles terres du Sud, leurs monts, leurs lacs, leurs rivières. Toutes ces réserves faites, il reste un grand peintre. Les lettrés le respectent ; les princes du sang et les membres de la famille impériale se sont pour la plupart inspirés de lui. Zhao est l'un des frères de l'empereur Shenzong. On cite aussi ici, Zhao Zonghan, un jeune frère de l'empereur Yingzong, et Li Wei, gendre de l'empereur Renzong. On rappelle enfin la haute qualité de Weng Shen, gendre de l'empereur Yingzong.

## Musées
- Boston (Mus. of Fine Arts)
  - Pavillon sous les saules, attribution.